# الکس مولر
الکس مولر (انگلیسی: Alex Möller؛ ۲۶ آوریل ۱۹۰۳ – ۲ اکتبر ۱۹۸۵) یک سیاست‌مدار اهل آلمان بود.